# Andrenosoma nigrum
Andrenosoma nigrum là một loài ruồi trong họ Asilidae. Andrenosoma nigrum được Bromley miêu tả năm 1931. Loài này phân bố ở vùng Tân nhiệt đới.